# Otto II av Braunschweig-Lüneburg-Harburg
Otto II av Braunschweig-Lüneburg-Harburg, född i Celle 25 september 1528, död 26 oktober 1603, var regerande greve av Harburg mellan 1540 och 1603.
Son till hertig Otto I av Braunschweig-Lüneburg-Harburg (1495–1549) och Metta von Campe (död 1580).
Otto gifte sig första gången 8 september 1551 med Margareta von Schwarzburg-Leutenberg (1529–1559). Paret fick dottern Elisabet av Braunschweig-Lüneburg (1553–1618), gift med greve Erik Brahe (1552–1614)
Otto gifte sig andra gången 8 oktober 1562 med Hedwig av Ostfriesland (29 juni 1535, död 4 november 1616), syster till greve Edzard II av Ostfriesland (1532–1599).